# 고토바노인 구나이쿄

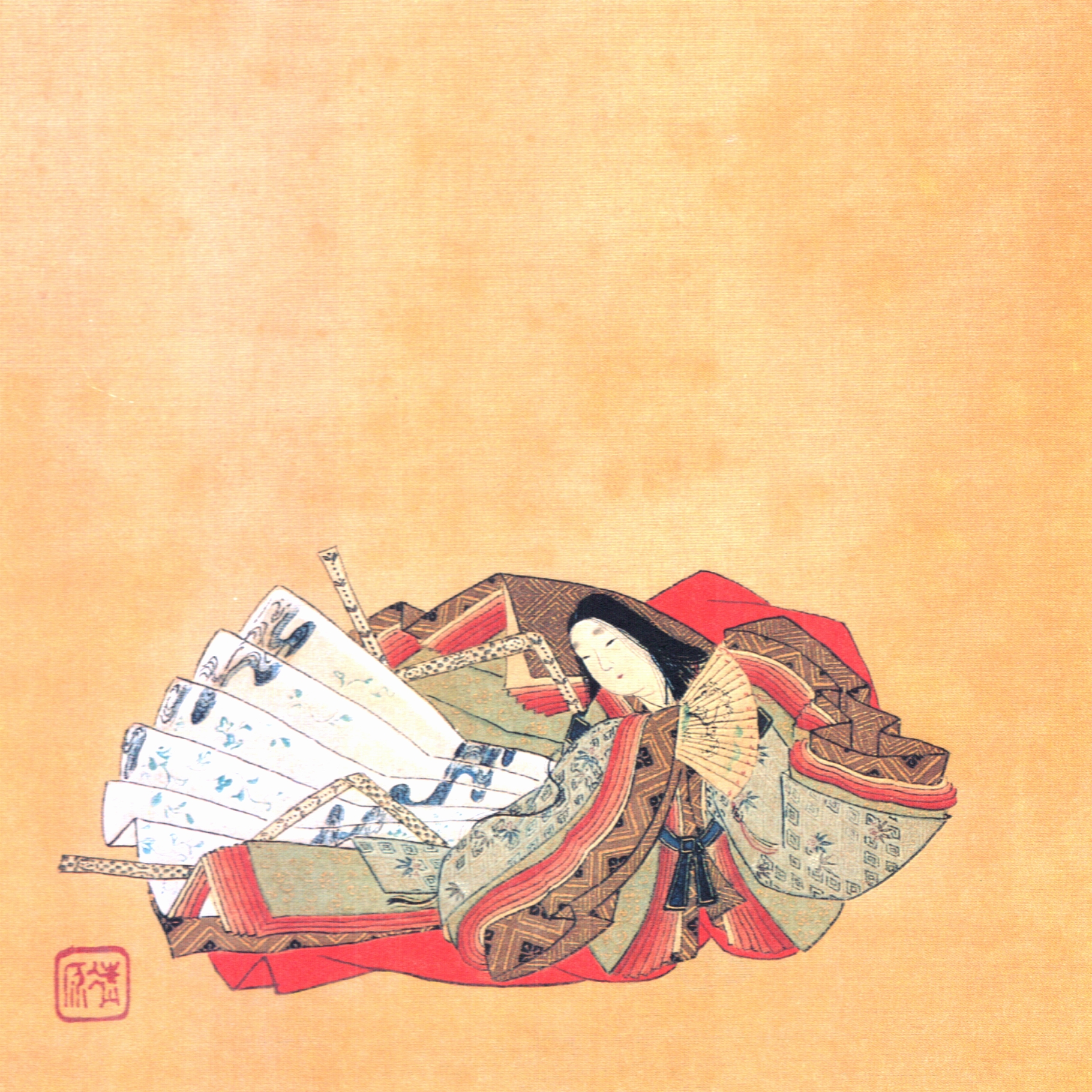
고토바노인 쿠나이쿄 - 간분 연간. 키요하라 유키노부 그림

쿠나이쿄 또는 고토바노인 쿠나이쿄(일본어: 宮内卿 / 後鳥羽院宮内卿 くないきょう / ごとばのいんくないきょう[*], 생몰년 미상)는 가마쿠라 시대 초기의 여류 가인이다. 신36가선, 뇨보36가선의 한 사람이다. 아버지는 우쿄곤다이부 미나모토노 모로미츠 (다이나곤 모로요리의 아들)이고, 어머니는 고시라카와인의 뇨보 안에이다. 오빠로는 미나모토노 야스미츠, 미나모토노 토모치카가 있다.

## 약력
생애에 대해서는 분명한 것이 거의 없다. 우타에 뛰어난 재능에 의해 고토바인의 부름으로, 인의 뇨보로 출사하였고, 1200년 (쇼지 2년)부터 1204년 (겐큐 원년)까지의 단기간에 고토바인 가단에서 활약하여, 『신코킨와카슈(新古今和歌集)』 이후의 칙찬집, 우타아와세 등에 다수의 작품을 남겼다. 이후의 소식은 알려지지 않았으며, 『무묘쇼(無名抄)』나 『쇼테츠모노가타리(正徹物語)』의 기술로부터 20세 전후로 요절했다는 설이 일반적이다.

## 같이 보기
- 고토바인
- 신코킨와카슈